# Ciane (figlia di Liparo)
Ciane (in greco antico: Κυάνη?, Kyánē) è una figura della mitologia greca, figlia di Liparo, sovrano dell'isola di Lipari.
Ciane fu sposa di Eolo, che arrivando alle isole Eolie da Metaponto (da cui era fuggito per via di un omicidio) si innamorò della ragazza. Ottenne così da Liparo la sua mano, oltre che la sovranità su Lipari. Ciane fu la madre di Astioco, Suto, Androcle,  Feremone, Giocasto e Agatirno.